# Kuzmice (okres Trebišov)
Kuzmice (Hongaars: Kozma) is een Slowaakse gemeente in de regio Košice, en maakt deel uit van het district Trebišov.
Kuzmice telt 1.703 inwoners.